# Чемпионат России по хоккею с шайбой среди женщин 2010/2011
Чемпионат России по хоккею с шайбой сезона 2010/2011 среди женских команд проводился с 23 сентября 2010 года по 20 марта 2011 года. В первенстве страны участвовало шесть команд. Впервые в чемпионате приняла участие команда «Агидель» Уфа.
Чемпионом России стал ХК «Торнадо» Дмитров, серебряные медали завоевал ХК СКИФ Нижегородская область, а бронзовые медали завоевал ХК «Факел» Челябинская область.

## Турнирная таблица
| М | Команда                         | И  | В  | ВО | ВБ | ПБ | ПО | П  | ЗШ  | ПШ  | О  |
| - | ------------------------------- | -- | -- | -- | -- | -- | -- | -- | --- | --- | -- |
|   | «Торнадо» Дмитров               | 30 | 28 | 0  | 0  | 0  | 0  | 2  | 268 | 46  | 84 |
|   | СКИФ Нижегородская область      | 30 | 25 | 1  | 0  | 0  | 0  | 4  | 251 | 39  | 77 |
|   | «Факел» Челябинская область     | 30 | 16 | 1  | 1  | 0  | 0  | 12 | 116 | 84  | 52 |
| 4 | «Локомотив-Энергия» Красноярск  | 30 | 8  | 0  | 1  | 2  | 1  | 18 | 68  | 144 | 29 |
| 5 | «Спартак-Меркурий» Екатеринбург | 30 | 8  | 0  | 1  | 1  | 1  | 19 | 54  | 178 | 28 |
| 6 | «Агидель» Уфа                   | 30 | 0  | 0  | 0  | 0  | 0  | 30 | 22  | 288 | 0  |

Примечание: М — место, И — количество игр, В — выигрыши в основное время, ВО — выигрыши в овертайме, ВБ — выигрыши по буллитам, ПБ — поражения по буллитам, ПО — поражения в овертайме, П — поражения в основное время, ЗШ — забито шайб, ПШ — пропущено шайб, О — очки.